# إعصار آيسيس

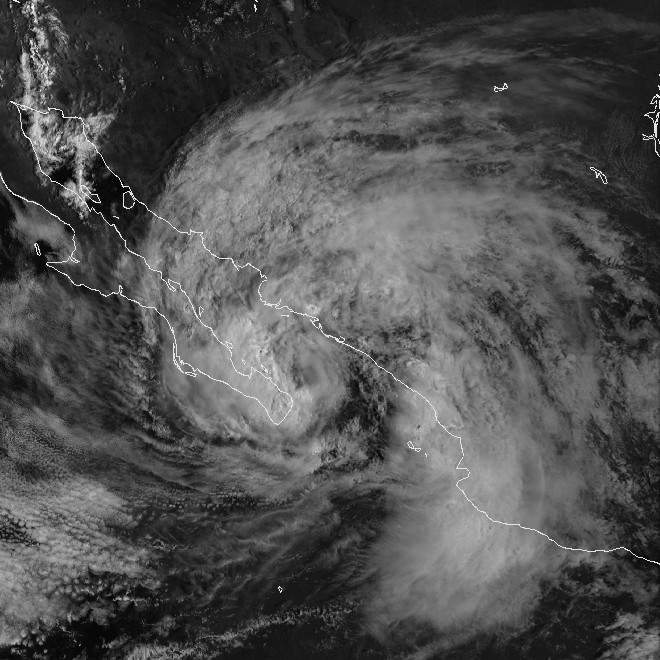

كان أكثر الأعاصير الاستوائية فتكا والوحيد الذي عبر من البحر إلى البر خلال موسم إعصارات المحيط الهادئ في 1998. بعدما مر عبر الولايات المتحدة دمر في المكسيك أكثر من 700 بيت وقتل 14 شخصا وسبب ضررا واسعا للطرقات والسكك.